# یواس‌اس النور (اس‌پی-۶۷۷)
یواس‌اس النور (اس‌پی-۶۷۷) (به انگلیسی: USS Eleanor (SP-677)) یک کشتی بود که طول آن ۵۸ فوت (۱۸ متر) بود. این کشتی در سال ۱۹۱۰ ساخته شد.